# (20522) Yogeshwar
(20522) Yogeshwar (1999 RK40) – planetoida z grupy pasa głównego asteroid okrążająca Słońce w ciągu 3,8 lat w średniej odległości 2,43 j.a. Została odkryta 13 września 1999 roku przez André Knöfela.